# Jakljan
La Isla Jakljan (en croata: Otok Jakljan) es un islote deshabitado en el país europeo de Croacia, parte del archipiélago de las Islas Elaphiti frente a las costas meridionales de Dalmacia. Se encuentra al noroeste de Dubrovnik y al oeste de la isla de Sipan. Su superficie es de 3,4 kilómetros cuadrados y su costa tiene unos 14,6 km de longitud.
Un centro infantil y un complejo recreacional están situados en la isla.